# 金丝雀码头
金丝雀码头（英語：Canary Wharf），位于英国伦敦市中心往东3公里处的道格斯岛北部，占地28.7公顷，为英国继伦敦金融城后新兴的中央商务区，现已发展成为欧洲乃至全球著名的商贸中心，数栋英国最高的建筑物座落于此，其中包括曾為全英第一高樓的加拿大广场一号。金丝雀码头的办公室和零售空间的面积为14,000,000平方英尺（1,300,000平方），其中约7,900,000平方英尺（730,000平方）为金絲雀碼頭集團所拥有。根据2011年人口普查資料，在2011年此区人口为12,500，华人占9.7%。
地名得自於1936年完工的、隸屬於進口港區西塢碼頭（West Wood Quay）的32號泊位，因為利用此設施的業者——佛瑞德奧森的貨運子公司，在當時負責加那利群島（金絲雀的原產地，且鳥名同島名）及地中海的的蔬果船運業務，所以該區的埠頭和倉儲區便在其要求之下，以加那利群島取名。

## 歷史
金丝雀码头前身是1802年建立的西印度码头，曾是世界上最繁忙的港口之一。20世纪60年代以后，港口工业开始衰落，1980年码头关闭后，英国政府采取了区域再生计划，成立伦敦港区发展公司，在道格斯岛地区开展城市更新工作。1987年，伦敦港区发展公司将金丝雀码头作为启动用地，出售给了加拿大的奥林匹亚和约克公司（Olympia＆York）。1990年，奥林匹亚和约克公司建成了当时伦敦的第一高楼加拿大广场一号。1991年，金丝雀码头开业，但恰逢伦敦商业地产市场急剧衰落，奥林匹亚和约克公司于1992年5月申请破产。1995年12月，一个由奥林匹亚和约克公司的前业主及其他投资者支持的国际财团入主该项目，新公司名为金丝雀码头有限公司，后改称为金丝雀码头集团。

## 公司和机构
金丝雀码头为众多大型银行、专业服务公司和媒体机构的全球或欧洲总部所在地，包括巴克莱银行、花旗集团、高伟绅律师事务所、世达律师事务所、瑞士信贷集团、印孚瑟斯、惠誉国际、标普全球、汇丰控股、摩根大通、毕马威、大都会人寿保险、摩根士丹利、加拿大皇家银行、德意志银行、道富公司、路透社、经济学人集团等等，每天超过15万人在金丝雀码头办公。

## 休闲
- 卡博特广场：金丝雀码头最大的广场之一，以意大利探险家约翰·卡博特命名。广场中心设有多个城市公共艺术雕塑，包括英国雕塑家林恩·查德维克的作品情侣椅。

## 交通

### 铁路
- 码头区轻便铁路（DLR）：金丝雀码头站、喜朗船坞站、西印度码头站
- 伦敦地铁银禧线、伊丽莎白线：金丝雀码头站

### 航运
- 伦敦内河服务：RB1、RB1X、RB4、RB6

### 机场
伦敦城市机场距离金丝雀码头3英里。